# José María Guido
José María Guido (29 tháng 8 năm 1910 - ngày 13 tháng 6 năm 1975) là Tổng thống thực tế của Argentina từ ngày 30 tháng 3 năm 1962 đến ngày 12 tháng 10 năm 1963.
Guido đã được bầu vào Thượng viện Argentine của tỉnh Río Negro vào năm 1958, đại diện cho Liên minh Công dân Cấp tiến Không liên quan (UCRI). Ông được bầu làm Tổng thống lâm thời của Thượng viện và trở thành người đầu tiên xếp hàng vào Chủ tịch sau khi ông Alejandro Gómez từ chức. Sau khi chiến thắng của quân đội Peronist mới được tái hợp hóa, quân đội lật đổ Tổng thống Arturo Frondizi nhưng miễn cưỡng cho phép Guido đảm nhiệm chức vụ Tổng thống với sự hỗ trợ của Toà án Tối cao Argentina. Guido đã trở thành người dân duy nhất nắm quyền tại Argentina bởi cuộc đảo chính quân sự.
Guido chỉ đạo Quốc hội bãi bỏ kết quả bầu cử năm 1962 và đàn áp nguyên nhân Peronist một lần nữa. Chủ tịch của ông bị đánh dấu bởi các cuộc đối đầu dữ dội giữa các phe phái quân sự đối nghịch, đỉnh điểm là cuộc nổi dậy Hải quân Argentina năm 1963, mà chính quyền Guido đã đàn áp thành công. Các cuộc bầu cử được phép diễn ra vào năm 1963 đã đưa Arturo Umberto Illia lên nắm quyền.